# Jacques Latscha
Pour les articles homonymes, voir Latscha.
Jacques Latscha, né le 25 septembre 1927 à Mulhouse où il est mort le 14 mars 2005, est un homme politique et juriste français.

## Biographie
Il a été professeur de droit constitutionnel à la faculté de droit et des sciences économiques de Poitiers jusqu'en 1971. Il a été membre du Conseil constitutionnel de 1988 à 1995 et a présidé l'Institut international des droits de l'homme de Strasbourg de 1996 à 2002.
Jacques Latscha est le fils de Jean Latscha, résistant, nommé préfet des Pyrénées-Orientales à la Libération.

## Publications
- La Pratique des fusions, scissions et apports partiels (Delmas, 1965) rééd. Editions Francis Lefebvre, 2005  (ISBN 2851156438)
- La Notion De Subsidiarité Et Les Limites Des Interventions De L'État (Mat media,1993)